# Chasz
Chasz (perski: خاش) – miasto w Iranie, w ostanie Sistan i Beludżystan. W 2006 roku miasto liczyło 56 683 mieszkańców w 10 176 rodzinach.